# Правда о женщинах
«Правда о женщинах» (англ. The Truth About Women) — британский комедийный фильм режиссёра Мюриэл Бокс. В главных ролях — Лоуренс Харви, Джули Харрис, Май Сеттерлинг и Дайан Силенто.

## Сюжет
Пожилой Хамфри Тависток слушает рассказ об несчастных отношениях от своего зятя и рассказывает несколько анекдотов о любовниках и любви. 

## В ролях
- Лоуренс Харви — сэр Хамфри Тависток
- Джули Харрис — Хелен Купер
- Дайан Силенто — Амброзия Вайни
- Май Сеттерлинг — Джулия
- Эва Габор — Луиза
- Майкл Дэнисон — Ролло
- Дерек Фарр — Энтони
- Элина Лабурдетт — графиня
- Роланд Калвер — Чарльз Тависток
- Уилфрид Хайд-Уайт — сэр Джордж Тависток
- Мариус Горинг — Отто Кирштейн
- Роберт Ритти — Султан
- Кейти Бойл — Диана
- Эмброзин Филпоттс — леди Тависток
- Лиза Гастони — Мэри Магуайр

## Критика
TV Guide написала что «режиссёрская работа слишком серьезна для простой легкой комедии». The New York Times заключила «визуально картинка сочная [...] прекрасный актёрский состав».